# 고성 운흥사 아미타불회도
고성 운흥사 아미타불회도(固城 雲興寺 阿彌陀佛會圖)는 대한민국 경상남도 고성군 운흥사에 있는 아미타불회도이다.
2000년 8월 31일 경상남도의 유형문화재 제357호 고성 운흥사 미타회탱화로 지정되었다가, 2018년 12월 20일 현재의 명칭으로 변경되었다.

## 개요
서방 극락세계를 주관하는 아미타부처를 묘사한 불회도로, 화면 가운데 주불인 아미타부처를 크게 배치하였다. 아미타불은 양어깨를 모두 덮고 있는 옷을 입고, 오른발을 왼무릎에 얹고 있는 길상좌(吉祥坐) 모습이다. 그림의 맨 위부분에는 아미타부처의 말씀을 듣기 위해 모인 여러 성중(聖衆)의 무리가 표현되어 있으며 그 아래로는 흰옷(白衣)을 걸친 관세음보살을 위시한 아미타 8대 보살과 불법을 수호하는 사천왕상이 있다.
이 그림은 운흥사 약사불회도(경상남도유형문화재 제358호)와 전반적으로 비슷한 구도와 인물의 형태, 색채를 보여주고 있어 동일 작가에 의해 그려진 것으로 생각된다.

## 같이 보기
- 고성 운흥사 약사불회도 - 경상남도 유형문화재 제358호

## 참고 문헌
- 고성 운흥사 아미타불회도 - 국가유산청 국가유산포털